# Аршак III
Аршак III — цар Великої Вірменії у 384–389 роках.

## Життєпис
Старший син царя Папа, який разом зі своїм братом Вагаршаком (незабаром помер) був поставлений римським імператором Феодосієм правити Вірменією. Проте невдовзі й Феодосій помер, розділивши свою імперію між синами: Гонорію перейшла західна частина імперії та, власне, Рим, а Аркадію — Східна римська імперія. Ці зміни сильно позначились на долі Великої Вірменії. Користуючись слабкістю Аршака, імператор Аркадій підписав із перським царем Шапуром III угоду про розділ Вірменії. Аршак не захотів залишатись у західній частині країни, яка належала Державі Сасанідів, і перебрався до її західної, римської частини. Разом з Аршаком туди ж перебазувалися і всі нахарари — християни. Занепокоєний цим Шапур поставив царем своєї частини християнина Хосрова IV з роду Аршакідів. Це привабило нахарарів, які втекли. Вони почали повертатися на свої землі. Аршак невдовзі помер. Був останнім з Аршакідів у Західній Вірменії.